# Арктическая политика США
Арктическая политика США — проводимая Соединёнными штатами Америки внешняя политика в отношении Арктического региона.

## История
США стали арктическим государством лишь после приобретения Аляски у Российской империи в 1867 году. До конца XX веке интерес властей США к арктическому региону был в основном военным, особенно в период Холодной войны.
США приняли участие в подписании Стратегии охраны окружающей среды Арктики в 1991 году и создании Арктического совета в 1996 году, в основном лишь по настоянию Канады. Первым документом, в котором были обозначены политические приоритеты США в Арктическом регионе после окончания Холодной войны стала директива №С-26, принятая администрацией Билла Клинтона в 1994 году. Она касалась не только Арктики, но и Антарктики, и в ней указывалось, что окончание Холодной войны позволяет значительно изменить направление арктической политики США, поскольку новая атмосфера открытости и сотрудничества с Россией создала беспрецедентные возможности для взаимодействия всех восьми арктических стран и расширения международного сотрудничества. 
В 2009 году администрация Джорджа Буша-младшего приняла первую официальную арктическую стратегию США — NSPD-66. В ней были определены основные направления политики США, среди которых:
- обеспечение приоритетов в сфере национальной безопасности;
- устойчивое управление экономическим развитием и достижение экологической безопасности;
- сохранение биологических ресурсов и защита окружающей среды;
- исследования для решения социально-экономических и экологических проблем.

Главным политическим приоритетом в этой стратегии провозглашалась свобода мореплавания по Северо-Западному проходу и Северному морскому пути. 
При президентстве Барака Обамы США с 2015 по 2017 годы председательствовали в Арктическом совете. Обама стал первым президентом какого-либо государства, побывавшим за Северным полярным кругом, что произошло во время его визита на Аляску в 2015 году. 20 декабря 2016 года он, по согласованию с властями Канады, издал меморандум о запрете на бурение на континентальном шельфе США. Он указал, что «запрет на продажу прав на разработку газовых и нефтяных месторождений в Атлантическом океане, Чукотском море и море Бофорта к северу от Аляски» позволит «защитить уязвимую и уникальную экосистему», поскольку «несмотря на высокие стандарты безопасности» риск разливов нефти все еще сохраняется, «а наши способности ликвидировать последствия ограничены».
При первой администрации Дональда Трампа (2017—2020 годы) был принят ряд ведомственных документов об арктической политике. В них целями провозглашаются укрепление международного правопорядка (в первую очередь, противостояние России и Китаю, которые объявили арктический регион национальным приоритетом) и развитие ледокольной службы, особенно тяжелой.
В июле 2024 года США, Канада и Финляндия объявили о создании трехстороннего консорциума — Ice-Breaker Collaboration Effort (ICE). Он предполагает строительство до 70–90 современных ледоколов различного назначения в течение ближайших 10–15 лет. В настоящее время у США имеется лишь два явно устаревших ледокола, из которых только один (построенный в 1976 году USCGC Polar Star) полностью работоспособен. 